# Kostas Nestoridis
Kostas Nestoridis (en griego: Κώστας Νεστορίδης; Drama, Grecia, 15 de marzo de 1930-Atenas, 12 de diciembre de 2023) fue un futbolista griego que jugaba de delantero, componente de la selección de fútbol de Grecia. También ejerció de entrenador.
Fue uno de los mejores futbolistas de la historia del AEK Atenas.

## Carrera internacional
Nestoridis fue internacional con la selección de fútbol de Grecia, con la que disputó 17 partidos y marcó 3 goles.

## Clubes

### Como jugador
| Club            | País      | Año       |
| --------------- | --------- | --------- |
| Panionios       | Grecia    | 1948-1955 |
| AEK Atenas      | Grecia    | 1955-1966 |
| South Melbourne | Australia | 1966-1967 |
| Vyzas FC        | Grecia    | 1967      |
| Aias Salaminas  | Grecia    | 1968      |

### Como entrenador
| Club            | País      | Año       |
| --------------- | --------- | --------- |
| South Melbourne | Australia | 1966-1967 |
| Aias Salaminas  | Grecia    | 1968      |
| Paniliakos      | Grecia    | 1981      |
| GS Kallithea    | Grecia    | 1982-1983 |
| AEK Atenas      | Grecia    | 1983      |
| AEK Atenas      | Grecia    | 1984      |

## Palmarés

### Títulos nacionales
| Título              | Club       | País   | Año  |
| ------------------- | ---------- | ------ | ---- |
| Superliga de Grecia | AEK Atenas | Grecia | 1963 |
| Copa de Grecia      | AEK Atenas | Grecia | 1963 |

### Consideraciones individuales
| Distinción                                | Año                          |
| ----------------------------------------- | ---------------------------- |
| Máximo goleador de la Superliga de Grecia | 1959, 1960, 1961, 1962, 1963 |
| Máximo goleador de la Copa de Grecia      | 1960, 1961                   |